# Calcyphosin
Calcyphosin‏ (Calcyphosin) هوَ بروتين يُشَفر بواسطة جين Calcyphosin في الإنسان.